# Christoph Wilhelm Hold
Christoph Wilhelm Hold (* 9. Dezember 1825 in Obermeiser (Landkreis Kassel); † 2. August 1914 ebenda) war ein deutscher Kommunalpolitiker und Abgeordneter des Provinziallandtages der preußischen Provinz Hessen-Nassau.

## Leben
Christoph Wilhelm Hold wurde als Sohn des Landwirts und Bürgermeisters Heinrich Wilhelm Hold und dessen Gemahlin Friederike Luise Neutze geboren. Nach seiner Schulausbildung betrieb er die elterliche Landwirtschaft, betätigte sich – wie schon sein Vater – politisch und wurde Bürgermeister und zugleich Standesbeamter in seinem Heimatort. 1880 erhielt er ein Mandat für den Kurhessischen Kommunallandtag des preußischen Regierungsbezirks Kassel, aus dessen Mitte er zum Abgeordneten des Provinziallandtages der Provinz Hessen-Nassau bestimmt wurde. Er war hier der Vertreter der höchstbesteuerten Grundbesitzer und Gewerbetreibenden aus dem Landkreis Kassel. Hold war über viele Jahre Alterspräsident des Kommunallandtages und blieb bis zum Jahre 1885 in diesem Parlament.